# Cumellopsis bacescui
Cumellopsis bacescui är en kräftdjursart som beskrevs av Zarui Muradian 1979. Cumellopsis bacescui ingår i släktet Cumellopsis och familjen Nannastacidae. Inga underarter finns listade i Catalogue of Life.